# Élection présidentielle turque de 2007
Une élection présidentielle s'est tenue en Turquie le 28 août 2007 au cours de laquelle Abdullah Gül a finalement été élu 11e président de la République  par la Grande Assemblée nationale de Turquie nouvellement élue au troisième tour de scrutin. Il a en effet été décidé de provoquer des élections législatives anticipées, qui se sont déroulées le 22 juillet, pour répondre à la crise politique qu'avait provoqué une première tentative d'élection en avril-mai de la même année.

## Candidats
Abdullah Gül, membre de l'AKP, était un des candidats à l'élection présidentielle turque. Le président est élu par l'assemblée nationale turque.

## Vote

### 1ertour
Le premier tour a eu lieu le 27 avril. À la suite d'une contestation du CHP, la cour constitutionnelle turque a décidé par 9 voix sur 11 l'annulation de ce premier tour. L'objet de cette contestation portait sur le nombre minimal d'élus participant au vote. Le seuil minimal de participants devait être de 367, il manquait 6 participants.

## Composition du parlement turc avant les législatives de 2007
| Parti                                                                     | Sièges  | Sièges |
| Parti                                                                     | Initial | Actuel |
| ------------------------------------------------------------------------- | ------- | ------ |
| Parti de la justice et du développement (Adalet ve Kalkınma Partisi, AKP) | 363     | 354    |
| Parti républicain du peuple (Cumhuriyet Halk Partisi, CHP)                | 178     | 153    |
| Parti de la mère patrie (Anavatan Partisi, ANAP)                          | 0       | 19     |
| Parti de la juste voie (Doğru Yol Partisi, DYP)                           | 0       | 4      |
| Parti social-démocrate populaire (Sosyaldemokrat Halk Partisi, SHP)       | 0       | 1      |
| Parti de l'ascension du peuple (Halkın Yükselişi Partisi, HYP)            | 0       | 1      |
| Parti jeune (Genç Parti, GP)                                              | 0       | 1      |
| Indépendants (Bağımsız)                                                   | 9       | 10     |
| Sièges vacants (Boş)                                                      | -       | 7      |
| Total                                                                     | 550     | 550    |